# Lading Sø
Lading Sø ligger i Østjylland ved landsbyen Lading i Lading Sogn og er en del af det nordlige Aarhus Å system. Syd for søen ligger Skivholme Præstegårdsskov og vest for ligger Lyngballegård Skov samt herregården Lyngballegård. Øst for søen ligger et lille moseområde. Viborgvej afgrænser søområdet mod nord. Størsteparten af Lading Sø ligger i Favrskov Kommune, mens den sydlige del hører til Skanderborg Kommune.

## Fortællinger og sagn
Der er flere fortællinger og sagn om Lading Sø. Søen skulle for eksempel være dannet under en kølle-kamp mellem to kæmper i henholdsvis Hasle Høj og Borum Eshøj. Under den kamp slog kæmperne også Brabrand Sø og Geding Sø med deres store køller.
Der går en fortælling om tre skattekister i Lading Sø. Flere har forsøgt at hente dem, men uden held.
Det fortælles også, at der har ligget en vandmølle vest for søen, kaldet Gammel-mølle. Mølledammen og dæmningerne skulle efter sigende findes her endnu.
På sydsiden af søen ved Troldhøj i Skivholme Skov, har der efter sigende ligget en borg med voldgrave. Troldhøj er rigtig nok et gammel voldsted; voldgravene kan ses her endnu og stedet har været fredet siden 1918. Der går en fortælling om at Niels Ebbesen skænkede "Troldborg" til Svend Trøst, som belønning for hans bistand under drabet på den kullede greve i Randers 1. april 1340.

## Naturen
Der rapporteres om oddere i området og rørhøgen skulle også være tilstede her blandt flere andre mere udbredte fugle- og ande-arter som nattergalen, vandrikse, grågæs og hvinænder for eksempel.
Lading Sø klassificeres som en kalkrig og lavvandet sø af type 9. Søen er i øjeblikket i en dårlig økologisk tilstand, med klorofylniveauer 4-5 gange over målsætningen. Der har været iværksat forskellige aktiviteter for at nedbringe niveauet, men det har vist sig svært at skabe en stabil reduktion, da fosforniveauerne fortsat er ret høje.
Lading Sø og området omkring, er fredet siden 1963.
Der er planer om et større motorvejsbyggeri i området; Rute 26. Det har skabt en del debat og utilfredshed blandt de lokale og bl.a. Danmarks Naturfredningsforening har gjort indsigelse.